# روبرت سينجستاك أبوت
روبرت سينجستاك أبوت (24 ديسمبر 1870 – 29 فبراير 1940) هو محامي أمريكي، وناشر ومحرر صحفي. أسس أبوت صحيفة ذا شيكاغو ديفندر (بالعربية: مُدافع شيكاغو) في عام 1905، والتي أصبحت ذات أعلى توزيع بين الصحف المملوكة للأمريكيين من أصل أفريقي في البلاد.
أسس أبوت موكب وحديقة باد بيليكن في أغسطس 1929. وقد تطور هذا الموكب ليصبح احتفالاً بالشباب والتعليم والحياة الأمريكية الأفريقية في شيكاغو، إلينوي، ويعد ثاني أكبر موكب في الولايات المتحدة.

## السيرة الذاتية

### النشأة والتعليم
وُلِد أبوت في 24 ديسمبر 1870، في سانت سيمونز، جورجيا (رغم أن بعض المصادر تشير إلى مولده في سافانا، جورجيا) لوالدين من العبيد المحررين، والذين كانوا مستعبدين سابقًا قبل الحرب الأهلية الأمريكية. كانت جزر البحر موطنًا لشعب غولا، وهم مجموعة إثنية من أصل أفريقي حافظت على خصائص ثقافية موروثة من أفريقيا بدرجة أكبر من معظم الأمريكيين من أصل أفريقي في مناطق أخرى من الجنوب. توفي والده، توماس أبوت، عندما كان روبرت رضيعًا، وتزوجت والدته الأرملة، فلورا أبوت (اسمها قبل الزواج: بتلر), من جون سينغستاكه، وهو رجل مختلط العرق من خلفية غير مألوفة جاء مؤخرًا إلى الولايات المتحدة من ألمانيا.
كان والدا سينغستاكه هما تاما، وهي عبدة محررة، وزوجها هيرمان سينغستاكه، وهو قبطان سفينة ألماني كان يبحر بانتظام من هامبورغ إلى سافانا. التقى هيرمان بتاما في ميناء جورجيا عام 1847، حيث اشترى حريتها بعد أن تأثر بمشهد بيعها كعبدة. تزوجا في تشارلستون، كارولاينا الجنوبية، قبل أن يعودا إلى جورجيا، حيث كان زواجهما المختلط محظورًا. وُلد ابنهما جون في العام التالي. توفيت تاما بعد ولادة طفلتهما الثانية، فأخذ هيرمان الأطفال إلى ألمانيا ليربيهم بين أفراد عائلته.
اعتنى جون سينغستاكه بروبرت كما لو كان ابنه، وأنجب من فلورا أبوت سبعة أطفال آخرين. أُعطي روبرت الاسم الأوسط "سينغستاكه" ليرمز إلى انتمائه للعائلة. أصبح جون سينغستاكه لاحقًا مبشرًا كونغريغيشنيًا، ومعلمًا عاقد العزم على تحسين تعليم الأطفال الأمريكيين من أصل أفريقي، وناشرًا، حيث أسس صحيفة وودفيل تايمز، ومقرها في وودفيل، جورجيا، وهي مدينة ضُمَّت لاحقًا إلى سافانا، جورجيا؛ وكتب: "هناك كنيسة واحدة فقط، وكل من وُلد من الله هو عضو فيها. الله صنع الكنيسة، والناس صنعوا الطوائف. أعطانا الله الكتاب المقدس، واختلف الناس فأنشأوا أنواعًا مختلفة من التلاميذ".
مع بدء التصنيع في الولايات المتحدة، درس أبوت مهنة الطباعة في معهد هامبتون (الذي يُعرف الآن باسم جامعة هامبتون)، وهي كلية سوداء تاريخيًا في ولاية فرجينيا، من عام 1892 حتى 1896. وفي هامبتون، انضم إلى كورال هامبتون والرباعية الغنائية التي جابت البلاد في جولات موسيقية. حصل على درجة في القانون من كلية كنت للحقوق في شيكاغو عام 1898.
انضم أبوت إلى الماسونية برنس هول في المحفل الشرقي رقم 68 في شيكاغو.

## المسيرة المهنية
حاول أبوت تأسيس مكتب للمحاماة، وعمل لعدة سنوات في غاري (إنديانا)، وتوبيكا (كانساس). عاد إلى مسقط رأسه في جورجيا لفترة، ثم عاد إلى شيكاغو، حيث بدأ يرى التحولات التي أحدثها تدفق آلاف المهاجرين الجدد من الجنوب الريفي كجزء من الهجرة الكبرى.

### مدافع شيكاغو
بعد استقراره في شيكاغو، أسس أبوت في عام 1905 صحيفة ذا شيكاغو ديفندر باستثمار أولي قدره 25 سنتًا (ما يعادل $7 في 2020). بدأ بالطباعة في غرفة داخل منزله المؤجَّر؛ حيث شجعته صاحبة المنزل، فاشترى لها لاحقًا منزلًا مكونًا من ثماني غرف.
سعى أبوت للدفاع عن فرص العمل والعدالة الاجتماعية، وكان حريصًا على إقناع الأمريكيين من أصل أفريقي بمغادرة الجنوب المنفصل عرقيًا متجهين إلى شيكاغو. كان جزء رئيسي من شبكة توزيع الصحيفة يتكوّن من عمّال السكك الحديدية السود، الذين كانوا يحظون باحترام كبير بين مجتمعاتهم، وقد نظموا بحلول عام 1925 اتحادًا باسم اتحاد عمال عربات النوم. وغالبًا ما كانوا يبيعون أو يوزعون الصحيفة في القطارات. وصلت مبيعات ديفندر إلى 50,000 نسخة بحلول عام 1916، و125,000 بحلول عام 1918، وأكثر من 200,000 في أوائل عشرينيات القرن العشرين. ونُسب للصحيفة الفضل في الإسهام في الهجرة الكبرى للسود من الريف الجنوبي إلى شيكاغو، وأصبحت أكثر الصحف السوداء تداولًا في البلاد، وعُرفت بلقب "صحيفة أمريكا للسود". ونتيجة لنجاحها، أصبح أبوت من أوائل المليونيرات الذين صنعوا أنفسهم من أصل أفريقي. توسع عمله مع انتقال الأمريكيين من أصل أفريقي إلى المدن وتحوّلهم إلى سكان حضريين في الشمال. فمنذ أوائل القرن العشرين حتى عام 1940، انتقل 1.5 مليون شخص أسود إلى المدن الكبرى في الشمال الشرقي والوسط الغربي.
كان هؤلاء المهاجرون الجدد متعطشين لمعرفة الأوضاع الجديدة، والبحث عن سكن، والتعرف أكثر على حياتهم في المدن، حيث إن معظمهم كان قادمًا من مناطق ريفية جنوبية. وبين عامي 1890 و1908، مررت جميع الولايات الجنوبية دساتير أو قوانين وضعت عقبات أمام تسجيل الناخبين، مما أدى فعليًا إلى حرمان معظم السود والبيض الفقراء من حق التصويت. وكانوا مستبعدين تمامًا من الأنظمة السياسية. كما كانت المدارس والمرافق العامة المخصصة للسود غالبًا ما تكون ضعيفة التمويل ومهملة. وقد فرضت الهيئات التشريعية ظروف جيم كرو، مما أدى إلى وجود مرافق "منفصلة" للسود ولكنها لم تكن "متساوية" (في إشارة إلى قرار المحكمة العليا الأمريكية في قضية بليسي ضد فيرغسون عام 1896، التي قضت بأن الفصل في المرافق، مثل عربات السكك الحديدية، كان دستوريًا إذا كانت توفر شروط "منفصلة لكن متساوية").
في المقابل، كانت مراكز الصناعة في الشمال والغرب الأوسط، حيث كان بإمكان السود التصويت وإرسال أطفالهم إلى المدارس، تجند العمال نتيجة لتوسع التصنيع والبنية التحتية لتلبية احتياجات السكان المتزايدين وكذلك الحرب في أوروبا التي اندلعت عام 1914. وكانت شركات مثل سكك حديد بنسلفانيا وغيرها تتوسع بسرعة كبيرة في الشمال، وتحتاج إلى عمال للبناء ولخدمة ركاب القطارات لاحقًا.
نشرت صحيفة ''ديفندر'' قصصًا عن مهاجرين سابقين إلى الشمال، مما منح الأمل للمحرومين والمضطهدين في الجنوب بإمكانية العيش بطريقة مختلفة. وقد عبّر أبوت من خلال كتاباته في ''شيكاغو ديفندر'' عن هذه القصص وشجع الناس على مغادرة الجنوب نحو الشمال. حتى إنه حدد موعدًا في 15 مايو 1917 لما أسماه "الاندفاعة الكبرى نحو الشمال".  وتضمنت الصحيفة صورًا لمدينة شيكاغو والعديد من الإعلانات المبوبة للسكن. بالإضافة إلى ذلك، كتب أبوت عن مدى سوء العيش في الجنوب مقارنة بالشمال المثالي. وقد وصف الشمال كمكان للرخاء والعدالة. هذا الأسلوب الإقناعي "جعل من هذه الصحيفة على الأرجح الحافز الأكبر للهجرة"
كان أبوت مناضلًا ومدافعًا عن الحقوق. وقد حدد تسعة أهداف اعتبرها بمثابة "الكتاب المقدس" لصحيفة ديفندر:
1. يجب القضاء على التحيّز العرقي الأمريكي
2. فتح جميع النقابات العمالية أمام السود وكذلك البيض
3. التمثيل في مجلس وزراء الرئيس
4. توظيف المهندسين والسائقين والقائمين على تشغيل القطارات من السود في جميع خطوط السكك الحديدية الأمريكية، وفي جميع وظائف الحكومة
5. الحصول على تمثيل في جميع أقسام الشرطة في جميع أنحاء الولايات المتحدة
6. منح المدارس الحكومية الأولوية للمواطنين الأمريكيين على الأجانب
7. توظيف السائقين والمحصلين السود في خطوط الحافلات السطحية والعربات المرتفعة وحافلات النقل في جميع أنحاء أمريكا
8. تشريع فيدرالي لإلغاء الإعدام خارج نطاق القانون (اللينش)
9. التمتع الكامل بحق التصويت لجميع المواطنين الأمريكيين.[16]

لم تكتفِ صحيفة ذا شيكاغو ديفندر بتشجيع الناس على الهجرة إلى الشمال لحياة أفضل، بل حثتهم أيضًا على الدفاع عن حقوقهم بمجرد وصولهم. وكان شعار الصحيفة وأول أهدافها: "يجب القضاء على التحيّز العرقي الأمريكي." كان سينغستاكه يناقش التاريخ الأمريكي-الأفريقي بصراحة في مقالاته، بما في ذلك قضاياه المعقدة. وكتب قائلًا: "التهجين العرقي بدأ فور إدخال العبيد الأفارقة إلى المجتمع الاستعماري ولا يزال مستمرًا حتى يومنا هذا... والأهم من ذلك أن معارضة الزواج بين الأعراق زادت من الاهتمام به ورسخت مشاعر من يرفضون فرض التمييز العرقي في شؤونهم الخاصة والشخصية."  وكان يعتقد أن القوانين التي تقيد حرية الفرد في اختيار شريكه تنتهك الدستور، وأن "قرار شخصين ذكيين بالمحبة المتبادلة والتضحية الذاتية يجب ألا يكون شأنًا عامًا."كما نشر أبوت مجلة قصيرة العمر بعنوان أبوتس مونثلي، وكان من بين المساهمين فيها تشيستر هايمز وريتشارد رايت. وقد لعبت ديفندر دورًا فاعلًا في الترويج للهجرة نحو الشمال من الجنوب بين السود، ولا سيما نحو شيكاغو؛ إذ لم تكتفِ مقالاتها بتغطية الهجرة الكبرى، بل شجعتها أيضًا.

### موكب باد بيليكن
باد بيليكن هو شخصية خيالية ابتكرها أبوت في عام 1923. خلال فترة الكساد الكبير، قدّم أبوت شخصية باد بيليكن في عمود مخصص للشباب في صحيفته ذا شيكاغو ديفندر، كرمز للفخر والسعادة والأمل بين السكان السود. وقد قام ديفيد كيلوم، الشريك المؤسس للصحيفة، لاحقًا بالاحتفال بهذه الشخصية من خلال إطلاق "موكب باد بيليكن" في عام 1929.
يُعد هذا الموكب فعالية سنوية تُقام في شيكاغو، ويُعتبر أكبر موكب أمريكي من أصل أفريقي في الولايات المتحدة. ومنذ انطلاقه، شارك فيه العديد من المشاهير، والساسة، ورجال الأعمال، وغيرهم. كما يُصنف كثاني أكبر موكب في الولايات المتحدة.

## الديانة البهائية
في عام 1912، التقى أبوت بـ عبد البهاء، زعيم البهائية، أثناء تغطيته لإحدى محاضراته خلال زيارته إلى شيكاغو ضمن رحلاته في الغرب. وبحلول عام 1924، ذُكر أن أبوت وزوجته حضرا فعاليات بهائية في شيكاغو.
بعد اختراعه للشخصية الخيالية "باد بيليكن" بالتعاون مع ديفيد كيلوم في مقالات ذا شيكاغو ديفندر، أسس أبوت نادي باد بيليكن. وفي عام 1929، أسس أبوت وكيلوم موكب ونزهة باد بيليكن، والتي أصبحت مناسبة يحتفل فيها الأمريكيون من أصل أفريقي بالفخر والانتماء. كان أبوت يسعى إلى بيئة خالية من التحيز العنصري. وحتى في المجتمعات الدينية، لاحظ أحيانًا وجود تحيز من بعض الأمريكيين الأفارقة ذوي البشرة الفاتحة ضد ذوي البشرة الداكنة. انضم أبوت رسميًا إلى الديانة البهائية في عام 1934، بعد أن وجد أن طريقة انتخاب المحفل الروحاني الوطني في البهائية بدت خالية من التحيز.

## السنوات الأخيرة والوفاة

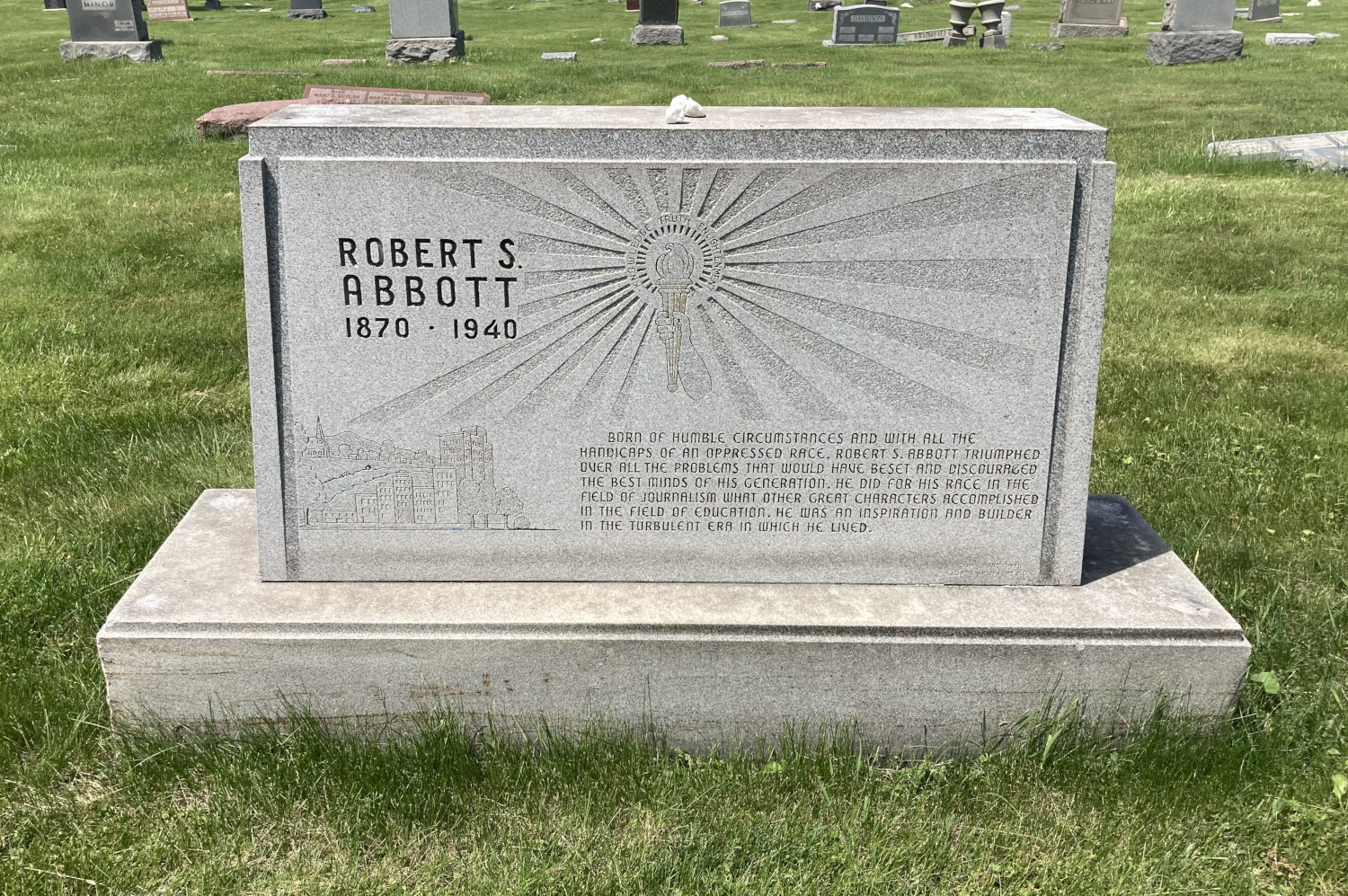
قبر أبوت في مقبرة لنكولن

في عام 1919، عيّن حاكم ولاية إلينوي فرانك لودن أبوت ضمن لجنة شيكاغو للعلاقات العرقية. أجرت اللجنة دراسات حول التغيرات الناتجة عن الهجرة الكبرى؛ ففي فترةٍ معينة، كان يصل إلى المدينة نحو 5,000 أمريكي من أصل أفريقي أسبوعيًا. جمعت اللجنة بيانات لتقييم الأوضاع ونشرت كتابًا بعنوان الزنجي في شيكاغو.
رغم أن بعض أقارب زوج والدته سينغستاك في ألمانيا أصبحوا نازيين في ثلاثينيات القرن العشرين، إلا أن أبوت واصل مراسلة ومساعدة أولئك الذين كانوا قد قبلوه وقبلوا أسرته. كما ساعد أيضًا أحفاد القبطان تشارلز ستيفنز، الذي كان مالك والده المستعبد قبل التحرير. وبثروته، دعم أبوت أحفاد ستيفنز في ولاية جورجيا خلال الكساد الكبير، وتكفل بتعليم أطفالهم.
توفي أبوت بسبب مرض برايت في عام 1940 في شيكاغو. دُفن في مقبرة لنكولن في بلو آيلاند، إلينوي. وقد ترك وصيته لصالح ابن أخيه جون هنري سينغستاك، الذي تولّى إدارة الصحيفة بعد وفاته.

## الإرث

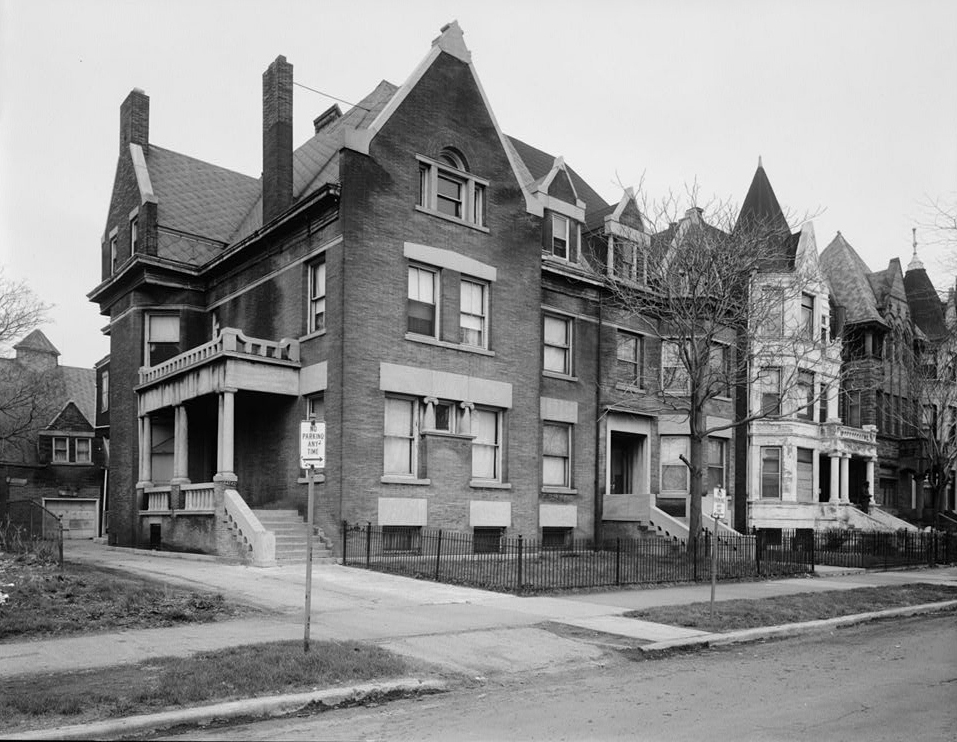
منزل روبرت إس. أبوت

- تم تصنيف منزل روبرت إس. أبوت في شيكاغو، حيث عاش من عام 1926 حتى وفاته، كـمعلم تاريخي وطني في عام 1976.
- تم إعلان منزل طفولته في حي وودفيل (الذي يقع الآن ضمن مدينة سافانا بولاية جورجيا) كمعلم تاريخي على مستوى المدينة.
- نُشرت أول سيرة ذاتية عنه في عام 1955، كتبها روي أوتلي بعنوان المحارب الوحيد: حياة وأوقات روبرت إس. أبوت (شيكاغو: دار نشر ريجنري، 1955).
- في عام 1963، رسم الفنان ويليام ماكبرايد لوحةً بعنوان روبرت أبوت يؤسس صحيفة شيكاغو ديفندر، تصوّر أبوت الشاب وهو يؤسس الصحيفة. اللوحة محفوظة حاليًا ضمن مجموعة متحف دوسابل لتاريخ الأمريكيين الأفارقة في شيكاغو.
- تم تسليط الضوء على أبوت في السلسلة الوثائقية ملامح من نجاح الأمريكيين الأفارقة.
- في عام 2017، تم إدخاله إلى قاعة مشاهير الأدب في شيكاغو.[28]